# 金领金刚鹦鹉
金领金刚鹦鹉，属于混血金刚鹦鹉。体长38厘米。分布在南美洲的玻利维亚、巴西、巴拉圭、阿根廷。食物以水果、种子、核果、嫩芽为主。语言能力较强。繁殖期从12月开始，产卵3—4颗，孵化期25天，羽化期10周。